# Šiška

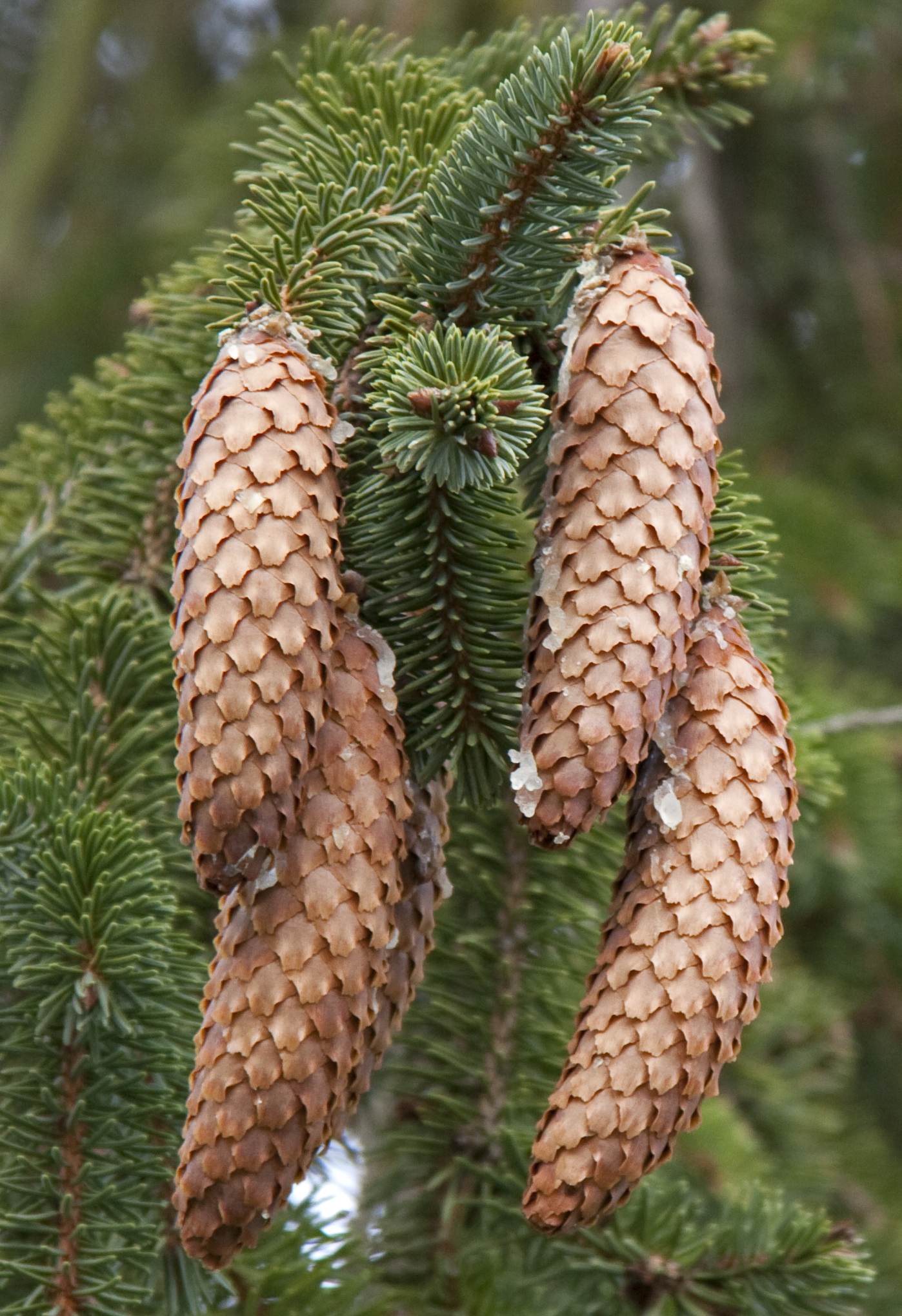
Šišky smrku ztepilého

Šiška (odborně šištice, latinsky strobilus, plurál strobili) je orgán nahosemenných rostlin, který jim slouží k rozmnožování. Samičí šištice vytvářejí vajíčka, samčí vytvářejí pyl. Jedná se o evolučně původnější orgán sloužící k rozmnožování než květ. Druhů rostlin tvořících šištice je menší množství než druhů krytosemenných (kvetoucích) rostlin. Šištice mají mnohé běžné dřeviny (jehličnany) či cykasy.

## Šištice u nahosemenných rostlin

Stavba samičí šištice a šišky, která z ní po opylení a oplození vajíček vzniká.

### Jehličnany
Šištice u jehličnanů jsou jednopohlavné, a tedy dvojí: samčí (mikrostrobily) a samičí (megastrobily). Jsou tvořeny vřetenem, kolem něhož spirálovitě vyrůstají sterilní (podpůrné) a semenné šupiny. Samčí šištice obsahují tyčinky (mikrosporofyly), se dvěma prašnými pouzdry, které produkují pylová zrna. Po jejich vyprášení zasychají a opadávají. Samičí šištice obsahují ploché semenné šupiny, které vyrůstají v úžlabí podpůrných šupin a nesou dvě vajíčka. Ta se po opylení dále vyvíjejí v semena, zatímco šištice zrají a dřevnatějí v šišky. Po dozrání semen se šupiny šišek díky vysychání rozevírají a semena vypadávají ven. Prázdné šišky pak ze stromů opadávají (většina dřevin), rozpadají se už na stromě (jedle) nebo vytrvávají několik dalších let na větvích (modřín).
U některých jehličnanů nejsou zralé šupiny dřevnaté, ale zdužnatělé, např. u jalovce (Juniperus), tisu (Taxus) nebo zeravce (Platycladus) z čeledi cypřišovitých.

### Cykasy a ostatní nahosemenné
U cykasů jsou v šišticích uspořádány vždy samčí výtrusné listy, u některých rodů též samičí. Mají jednodušší strukturu než složitě stavěné šišky jehličnanů. Bývají často velmi živě zbarveny, například červenooranžové šištice druhu Encephalartos ferox. Samčí i samičí šištice vytváří též pouštní rostlina welwitschie podivná, samčí šištice podobné jehnědám nalézáme u jinanu.

## Podobné útvary u ostatních rostlin
Útvary podobné šišticím najdeme u přesliček (výtrusnicové klasy – strobily, které však slouží jen k produkci výtrusů, nikoli k dozrávání semen, která přesličky netvoří). Naopak "šištice" chmele nejsou z botanického hlediska šiškami, ale plodenstvím nažek s vyčnívajícími listeny. Stejně tak zdánlivé šištice olše jsou květenství (samičí jehnědy), u nichž po opylení zdřevnatěly podpůrné listeny a listence.

## Galerie

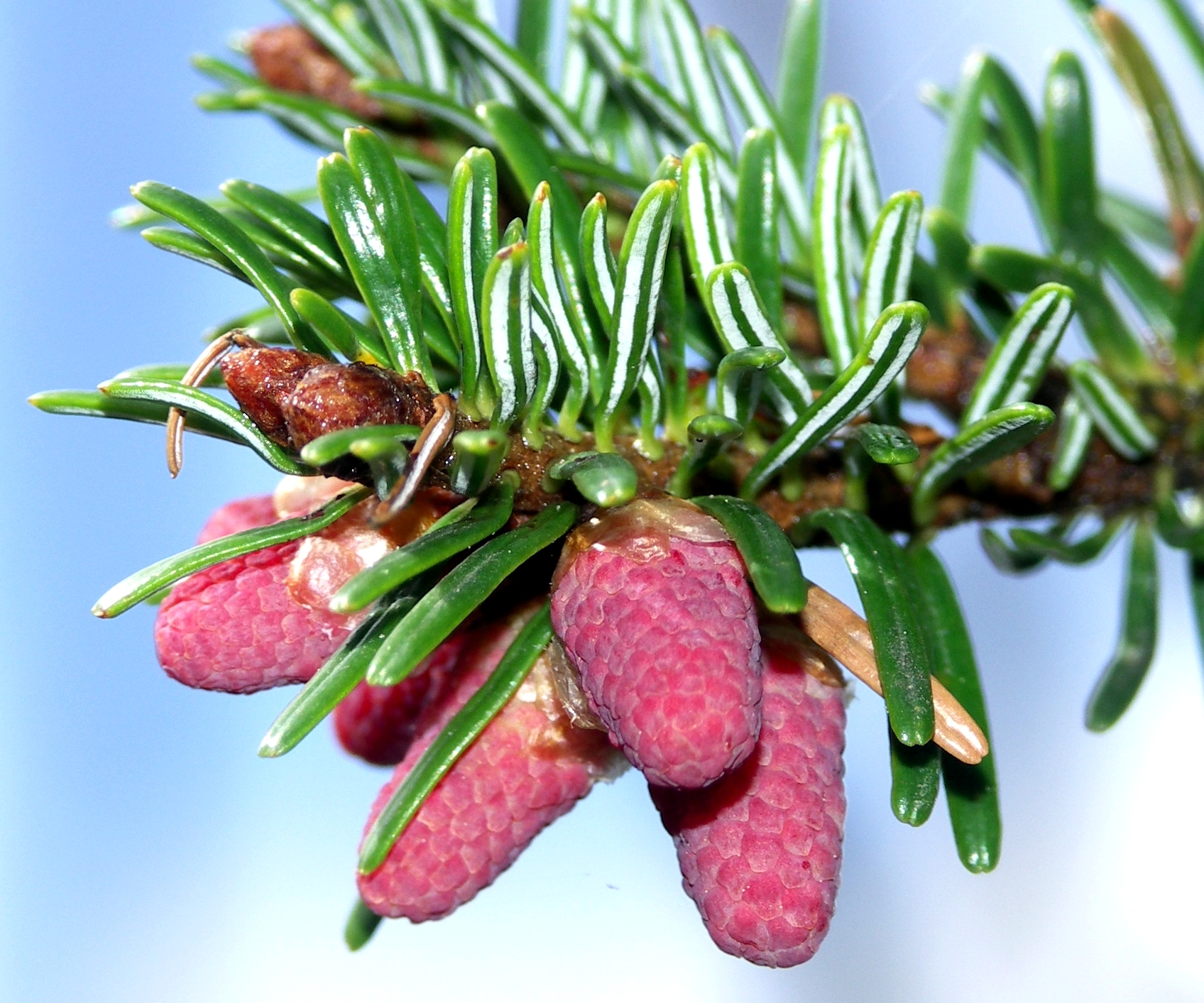
Samčí šištice jedle
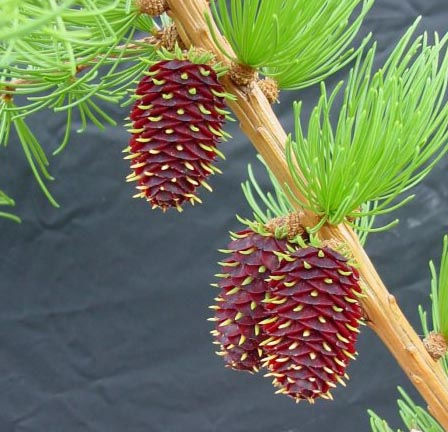
Čerstvé samičí šištice modřínu
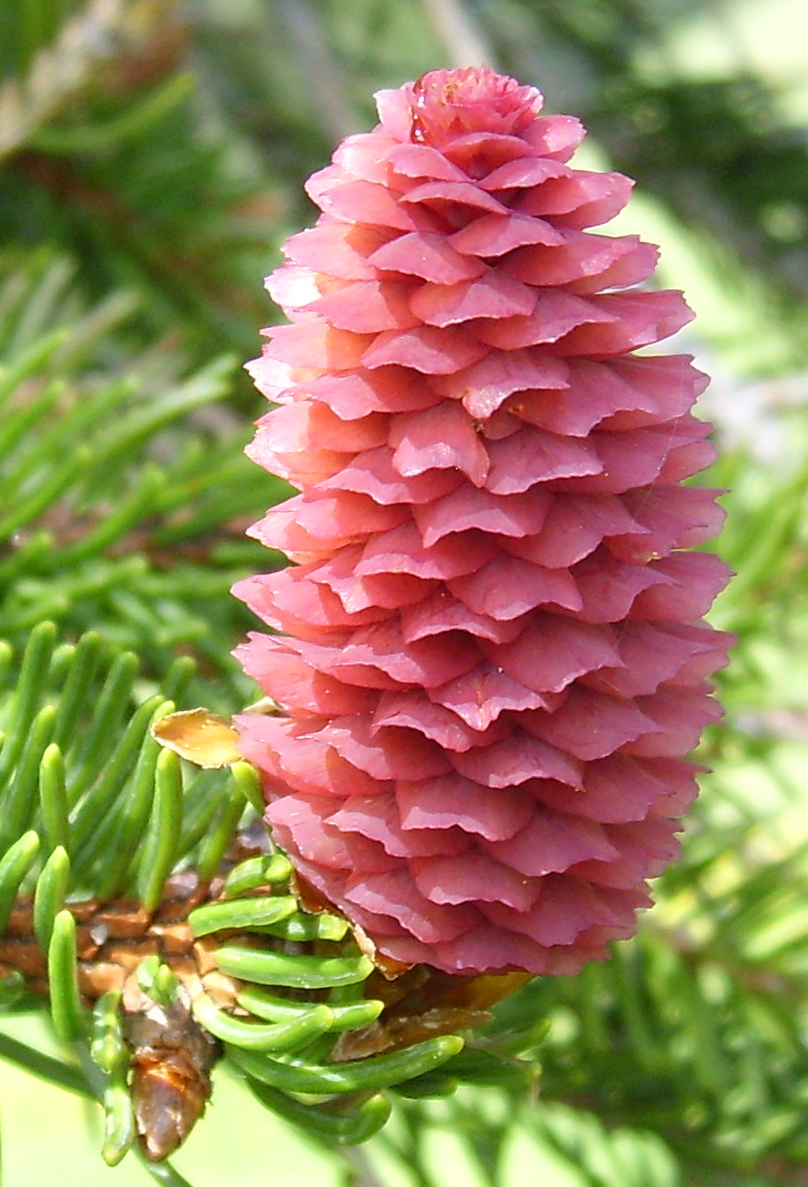
Samičí šištice smrku ztepilého
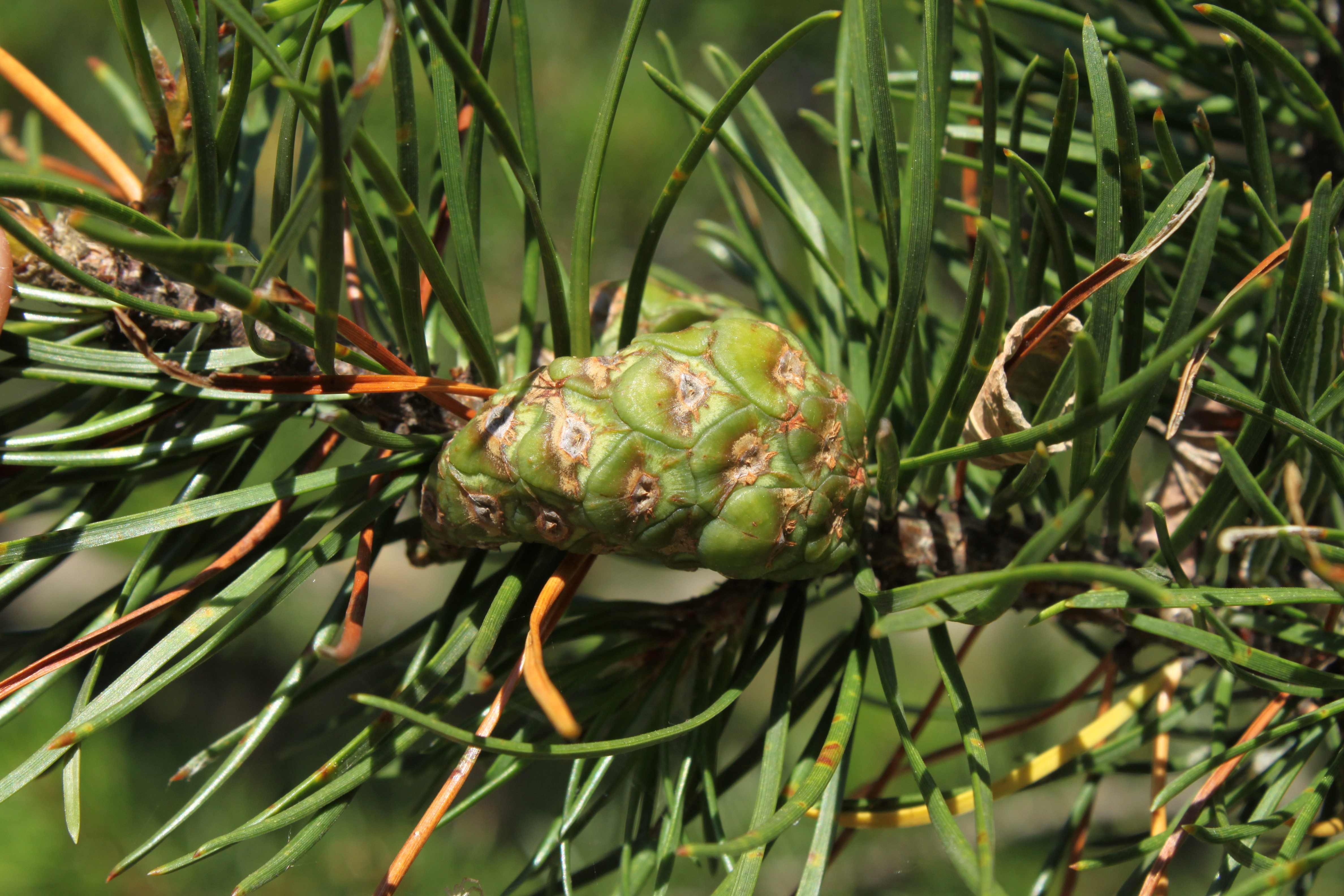
Nezralá šiška borovice banksovy
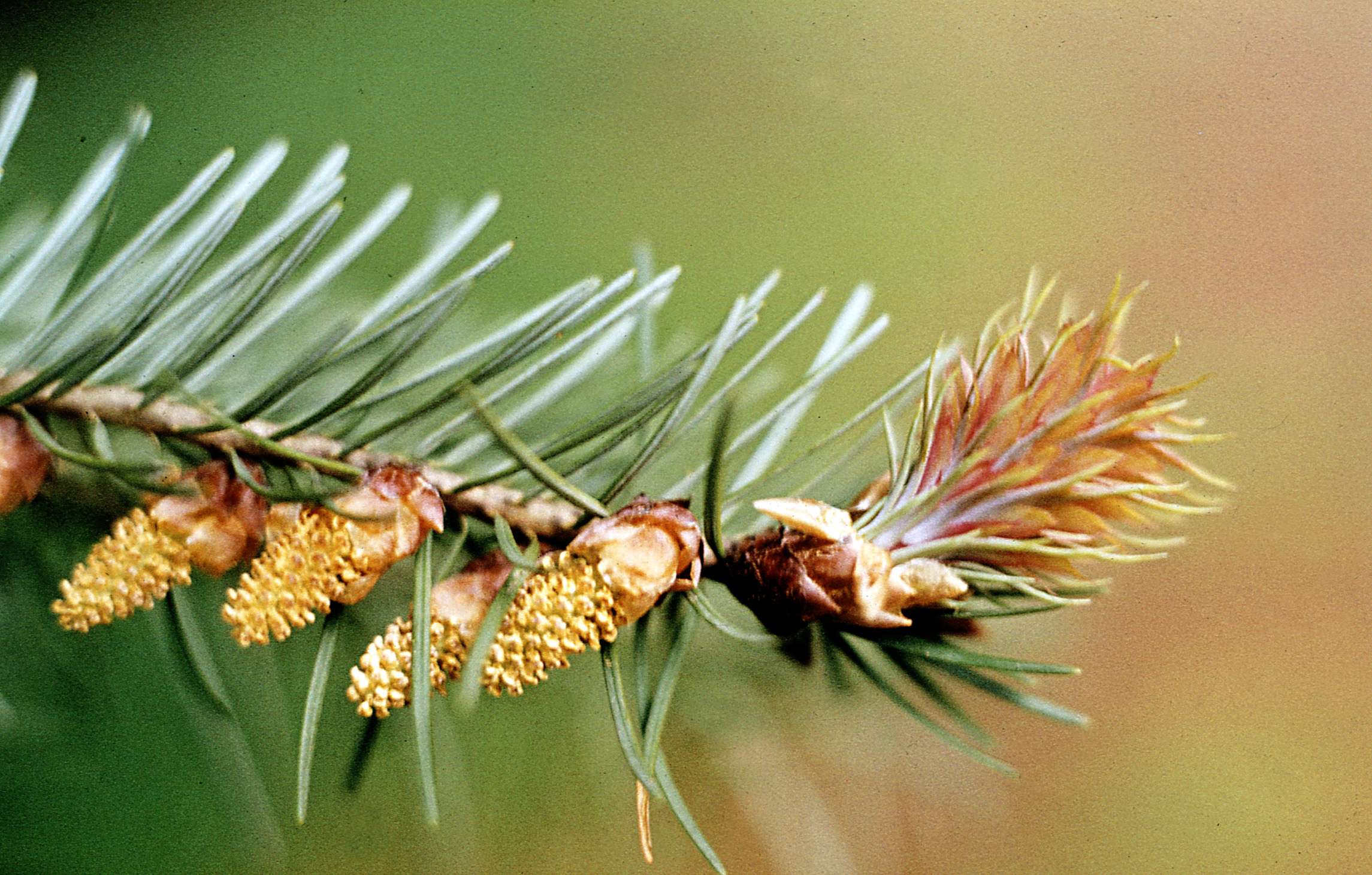
Samčí (vlevo) a samičí (vpravo) šištice na větvičce douglasky tisolisté
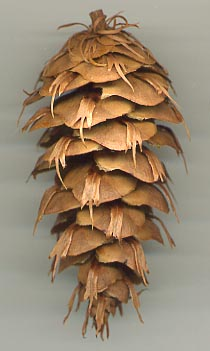
Zralá šiška douglasky s vyčnívajícími podpůrnými šupinami
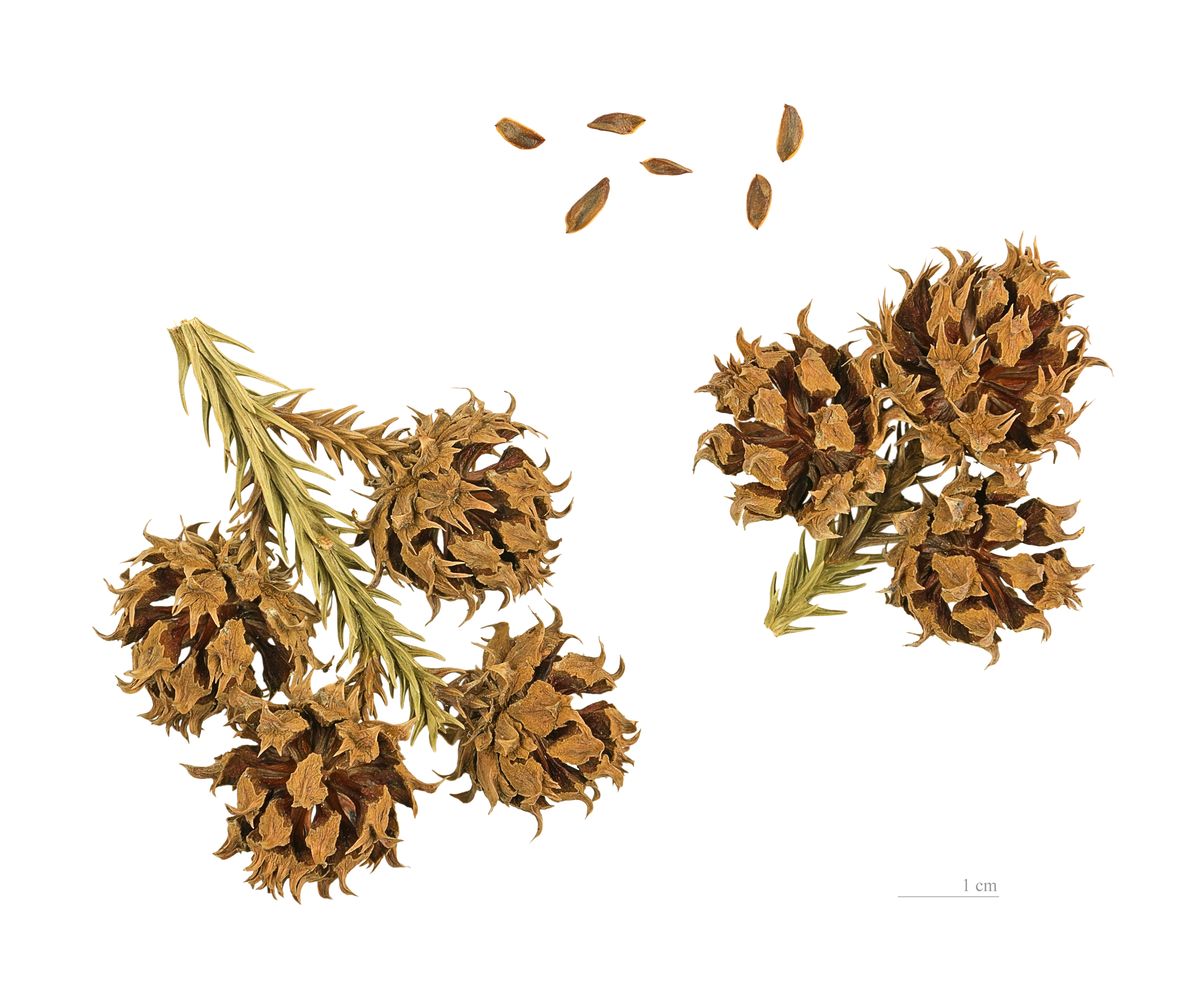
Šišky kryptomerie japonské
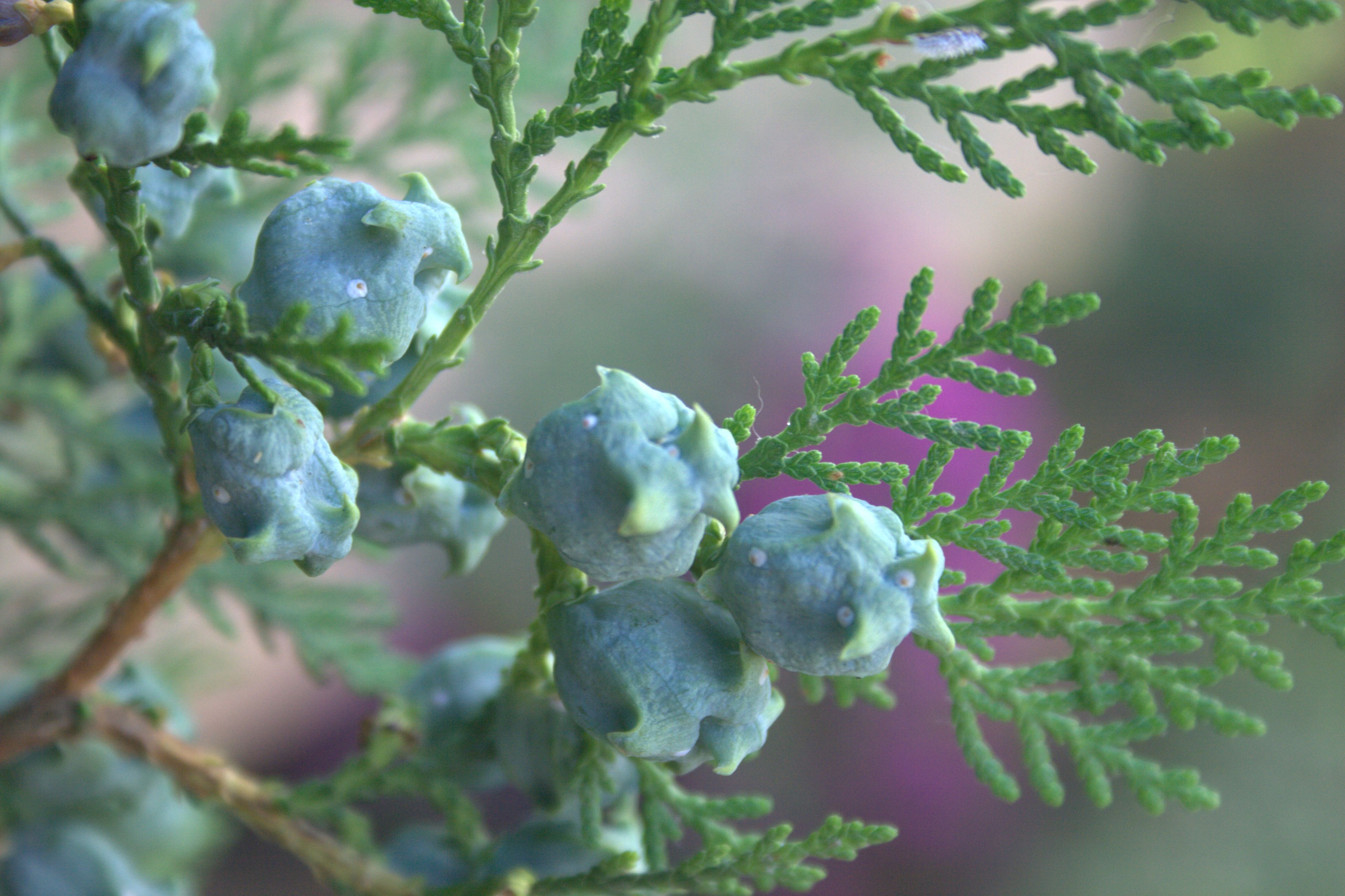
Dužnaté šištice zeravce východního
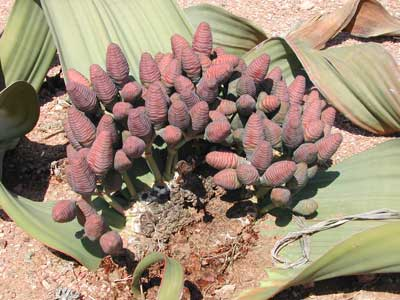
Šištice welwitschie
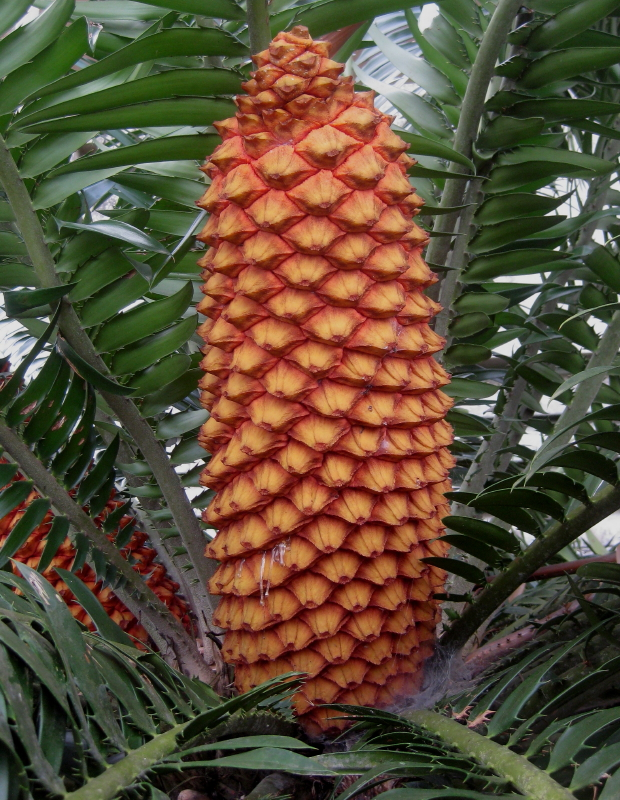
Samičí šištice cykasu Encephalartos gratus